# Fernando Carignano
Fernando Jorge Horacio Carignano (Camilo Aldao, 17 de junio de 1953) es un médico argentino especializado en cirugía. Fue presidente de la Asociación Médica de Bahía Blanca entre los años 2002 y 2012. También se desempeñó como Jefe de Cirugía del Hospital General de Agudos "Dr. J. Penna".

## Estudios y actividad docente
En 1971 Ingresó a la Facultad de Ciencias Médicas de la Universidad Nacional de La Plata (UNLP). En 1976 obtuvo el título médico. En 1978, ingresó como médico residente en el Servicio de Cirugía General y Ginecología N° 1 del Hospital Interzonal General de Agudos “Pedro Fiorito”. Finalizó esta residencia en 1981, año en el que se trasladó a Bahía Blanca.
Obtuvo el título de Especialista en Cirugía, otorgado por la Asociación Argentina de Cirugía. Fue el primer Jefe de Residentes del Servicio de Cirugía del Hospital Interzonal General de Agudos Dr. José Penna, establecimiento en el cual desarrollaría casi toda su tarea asistencial pública. Se desempeñó en el Sala del Servicio de Cirugía hasta 2018.
En 1984 se doctoró en Medicina, a partir de la defensa de su tesis “Hemoragias digestivas altas graves”. En el año 2000 obtuvo el título de Especialista Consultor en Cirugía por la Universidad Nacional de La Plata. Entre 1998 y 1999 cursó la Maestría en Sistemas de Salud y Seguridad Social en la Universidad ISALUD, obteniendo su título de Especialista en ese tema en 2005.
Fue docente en la Facultad de Ciencias Médicas de la UNLP. y en la Carrera de Medicina de la Universidad Nacional del Sur. Creó en 2018 la Carrera de Especialización en Cirugía General, aprobada por el Consejo Superior Universitario de la Universidad Nacional del Sur y actualmente a consideración de la CONEAU.
Fue autor y coautor de numerosos trabajos científicos de su especialidad,actividad que comenzara desde sus años de residente  recibiendo un premio nacional y uno regional de la Sociedad de Cirugía de Bahía Blanca. Publicó numerosos editoriales y artículos en las revistas Gremial y Científica de la Asociación Médica de Bahía Blanca, en diarios locales y de difusión nacional. Es Miembro Titular de la Asociación Médica Argentina y de la Asociación Argentina de Cirugía.

## Actividad gremial
En 1982, ingresó como auditor en la Asociación Médica de Bahía Blanca (AMBB), siendo sus mentores Felipe Glasman y Jorge Ochoa. En 1987 fue elegido Secretario de Obras Sociales y Servicios de Prepagos de la Comisión Directiva. Junto con Guillermo Cobián recrearon nuevos sistemas de medicina prepaga y modernizaron los ya existentes en la AMBB, entre los que se contaba el Sistema de Atención Médica Integral (SAMI), uno de los más antiguos de la provincia de Buenos Aires. 
En su actividad en la AMBB, realizó múltiples tareas, contándose entre las más trascendentes la reforma estatutaria conjuntamente con la asesoría letrada de la entidad, la reforma administrativa de la institución, el escalafonamiento del personal, la participación en la creación de la Carrera de Medicina de la UNS (desde el Programa de Ciencias para la Salud en 1989 hasta la iniciación de la carrera en 2005), la Presidencia de la ART Responsabilidad Patronal (cuyos dueños eran entidades gremiales médicas, bioquímicas y sanatoriales) y la adquisición, conjuntamente con Felipe Glasman, del Hospital Privado del Sur (en ese momento Maternidad del Sur) y el Hospital de la Asociación Médica “Dr. Felipe Glasman” (antes llamado Hospital Ferroviario).
Luego del asesinato de Felipe Glasman en 2002, asumió la Secretaría General de la AMBB y continuó desempeñándose por elecciones democráticas hasta 2012, siendo sucedido por Carlos Deguer. Por el asesinato de Felipe Glasman efectuó enérgicos reclamos para el esclarecimiento del crimen. Durante ese proceso legal fue investigado por la justicia, acusado  y sobreseído por unanimidad por las Cámaras de Apelaciones y de Casación provinciales, las cuales no hallaron causa alguna para llevarlo a juicio.
Durante su titularidad en la AMBB se dio comienzo a  la obra de construcción del edificio anexo al Hospital Privado del Sur, en la intersección de las calles Las Heras y Soler de la ciudad de Bahía Blanca. Se adquirió además el inmueble de calle Viamonte y se implementa la Farmacia de la Mutual de Médicos de la entidad. Asimismo, inicia el proceso de informatización de ambas instituciones, adelantándose al soporte digital que fuera luego reconocido por Ley Nacional.
Desde 2013 y hasta 2019 asumió la conducción de la Confederación Argentina de Profesionales y Trabajadores Autónomos (CAPTA).